# Арија (сатрапија)
Арија (стперс. Хараива, авест. Хараеууа, грч. Ἀρ(ε)ὶα, лат. Aria) историјска је регија и сатрапија Персијског царства из доба иранске династије Ахеменида, а данас део источног Ирана и западног Авганистана.

## Географија
Арија је подручје које је углавном обухватало долину реке Хари (грч. Ἄρ(ε)ιος), која је дала имене целој регији. У античко доба сматрала се врло плодном те је била позната по производњи вина. Регија Арија омеђена је планинама регија Паропамисаде на истоку те Маргу и Хирканије на северу, односно пустињама регија Керман и Дрангијане на југу. Детаљно су је описали историчари Клаудије Птолемеј и Страбон, а према њиховим записима ради се о данашној регији Херат на западу данашњег Авганистана
Према Плотомеју, првобитни главни град Арије био је Артакоана (грч. Ἀρτακόανα) или Артикаудна (грч. Ἀρτικαύδνα). У његовој близини касније је по налогу Александра Македонског или његових наследника изграђена нова метропола Александрија Арија (грч. Ἀλεξάνδρεια ἡ ἐν Ἀρίοις), односно данашњи Херат у северозападном Авганистану. Птолемеј наводи и неколико других богатих и плодних градова, попут Арије, Сузије, Кандаке, Битаксе, Сотере, Нисибиса и Сарматине.

## Историја
Арија се спомиње у записима из доба династије Ахеменида као једна од персијских сатрапија (покрајина). Око 520. п. н. е. славни персијски владар Кир Велики прикључио је Арију новонасталом Персијском царству. Споменута је у Даријевим краљевским записима у Бехистуну који датирају из 520. п. н. е. Делегати из Арије приказани су на краљевским гробницама у Накш-и Рустаму, те на рељефима источног степенице ападане у Персеполису. Рељефи их приказују у одећи скитског стила; са туникама и високим чизмама, те уплетеним турбаном око главе.
У време Александра Македонског, Арија је очито била важна сатрапија (покрајина). Њоме је управљао Сатибарзан, који је уз Беса из Бактрије и Барсаента из Арахозије био један од три главна сатрапа источног дела Персијског царства. Александар је крајем 330. п. н. е. покорио покрајину и освојио њен главни град Артакоану. Арија је касније била делом хеленистичког царства у доба Селеукида, али 167. п. н. е. поново део новог иранског царства Парта, односно касније Сасанида.